# 納羅-福明斯克
55°23′N 36°24′E / 55.383°N 36.400°E
納羅-福明斯克（羅馬化：Naro-Fominsk）是俄羅斯莫斯科州西南部的一個城市。位於莫斯科西南70公里納拉河畔。2022年人口为69421人。
1339年首見於文獻。1926年建市。